# 希瑟·蘭堅坎普
希瑟·蘭堅坎普（英語：Heather Langenkamp，1964年7月17日—)，美國女演員，她著名的角色是在《猛鬼街》、《猛鬼街3》、《猛鬼街7》所飾演的南西·湯普森。

## 生平
蘭堅坎普出生於俄克拉荷馬州的塔爾薩。她的母親Mary Alice（néeMyers）是一位藝術家，她的父親Robert Dobie Langenkamp是一名石油律師，在卡特政府擔任副能源助理部長（他主要負責實現戰略石油）和克林頓政府（他主要負責海軍石油儲備第1號私有化），以及塔爾薩大學法學院國家能源與環境法律與政策研究所所長。她具有德國、蘇格蘭和英國血統。蘭根坎普曾就讀於塔爾薩的荷蘭音樂學院，後來搬到了華盛頓特區，並於1982年畢業於國立大學女子學校。

## 私人生活
蘭堅坎普於1984年在拍攝猛鬼街時與Alan Pasqua結婚，但他們於1987年離婚。 衛斯·克萊文的新夢魘的情節元素是基於一個事件，蘭堅坎普在取消Just the Ten of Us之後收到了許多痴迷粉絲的威脅信。 蘭堅坎普自1989年以來一直與David LeRoy Anderson結婚，並有兩個孩子。